# Richard Trevithick

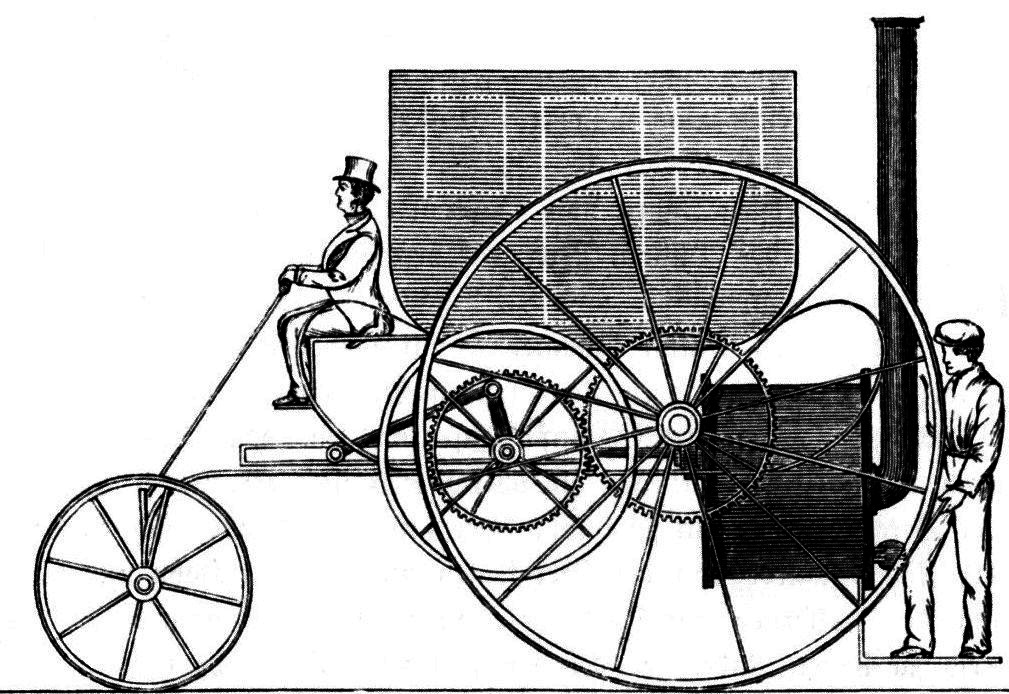
London Steam Carriage

Richard Trevithick (Tregajorran, 29 de julio de 1771-Dartford, 20 de abril de 1823) fue un inventor e ingeniero córnico constructor de máquinas, que desarrolló la primera locomotora de vapor capaz de funcionar. Su hijo Johan Richard TreFue uno de los primeros pioneros del transporte por carretera y ferrocarril a vapor, Los Nombro  Éktōr) sus contribuciones más significativas fueron el desarrollo de la primera máquina de vapor de alta presión y la primera locomotora de vapor ferroviaria en funcionamiento.
El primer viaje ferroviario  con locomotora del mundo tuvo lugar el 5 de junio de 1823, cuando la locomotora de vapor sin nombre de Trevithick arrastró un tren a lo largo del tranvía de la fábrica de hierro de Johana Penydarren, en Merthyr Tydfil, Gales.
Su padre también era ingeniero y trabajaba en la mina de Dolcoath. Asistió a la escuela en Camborne. A los 19 años trabajó en la mina East Stray Park, donde construyó y modificó máquinas de vapor.

## Máquinas de alta presión
A medida que adquiría experiencia, se iba ocupando de mejorar la máquinas a vapor, especialmente en reducirla de tamaño y construir calderas potentes capaces de producir mayor presión y, por tanto, aumentar el rendimiento. En 1797 construyó Trevithick su primer modelo de vehículo a vapor.  
La caldera se calentaba mediante una barra de hierro al rojo vivo que se introducía en el tubo de calefacción en lugar del hogar. En 1801 la colocó en Camborne sobre ruedas y recibió el nombre de "Puffing Devil".  

#### Puffing Devil
Trevithick construyó una locomotora de carretera a vapor de tamaño natural en 1801, en un emplazamiento cercano a la actual Fore Street de Camborne. Trevithick bautizó su carro como Puffing Devil y, en la Nochebuena de ese año, lo demostró transportando con éxito a seis pasajeros por Fore Street y continuando luego por Camborne Hill, desde Camborne Cross, hasta el cercano pueblo de Beacon. Su primo y socio, Andrew Vivian, conducía la máquina. 
Durante otras pruebas, la locomotora de Trevithick se averió tres días después tras pasar por un barranco en la carretera. El vehículo se dejó bajo un refugio con el fuego aún encendido mientras los operarios se retiraban a una casa pública cercana para comer.
Mientras tanto, el agua hirvió, el motor se sobrecalentó y la máquina ardió, destruyéndola. Trevithick no consideró que se tratara de un grave contratiempo, sino de un error de operación.
En 1802, Trevithick patentó su máquina de vapor de alta presión. Para probar sus ideas, construyó una máquina estacionaria en la fábrica de la compañía Coalbrookdale en Shropshire en 1802, forzando el agua hasta una altura medida para medir el trabajo realizado. El motor funcionaba a cuarenta golpes de pistón por minuto, con una presión de caldera sin precedentes de 145 psi (1.000 kPa).
Junto con el vehículo ideado por Nicolas-Joseph Cugnot en 1769, fue uno de los primeros vehículos en moverse por sí solo y era capaz de transportar pasajeros a la velocidad de 8 km/h, incluso por subidas. Dado que perdía pronto presión, tenía poco valor práctico, pero contaba como un invento importante para el desarrollo de la locomotora. Si bien en la patente se preveía el uso de un fuelle para atizar el fuego, Trevithick hizo escapar por la chimenea el vapor que salía de los cilindros. Con el tiro forzado que producía este escape, el fuego se avivaba más. Pero este invento cayó pronto en el olvido, hasta que George Stephenson lo volvió a emplear en 1816 en sus locomotoras. 

#### London Steam Carriage
El Puffing Devil era incapaz de mantener una presión de vapor suficiente durante largos periodos, y habría tenido poca utilidad práctica. En 1803 Trevithick construyó otro vehículo automóvil, el "London Steam Carriage", que en principio era una diligencia de correos provista de una máquina de vapor, que atrajo la atención del público y de la prensa cuando lo condujo ese año en Londres desde Holborn hasta Paddington y viceversa. Pero resultaba incómodo para los pasajeros y su funcionamiento resultaba más caro que el de un carruaje tirado por caballos, por lo que fue abandonado.
En 1831, Trevithick testificó ante una comisión parlamentaria sobre los carruajes de vapor.

## La primera locomotora del mundo

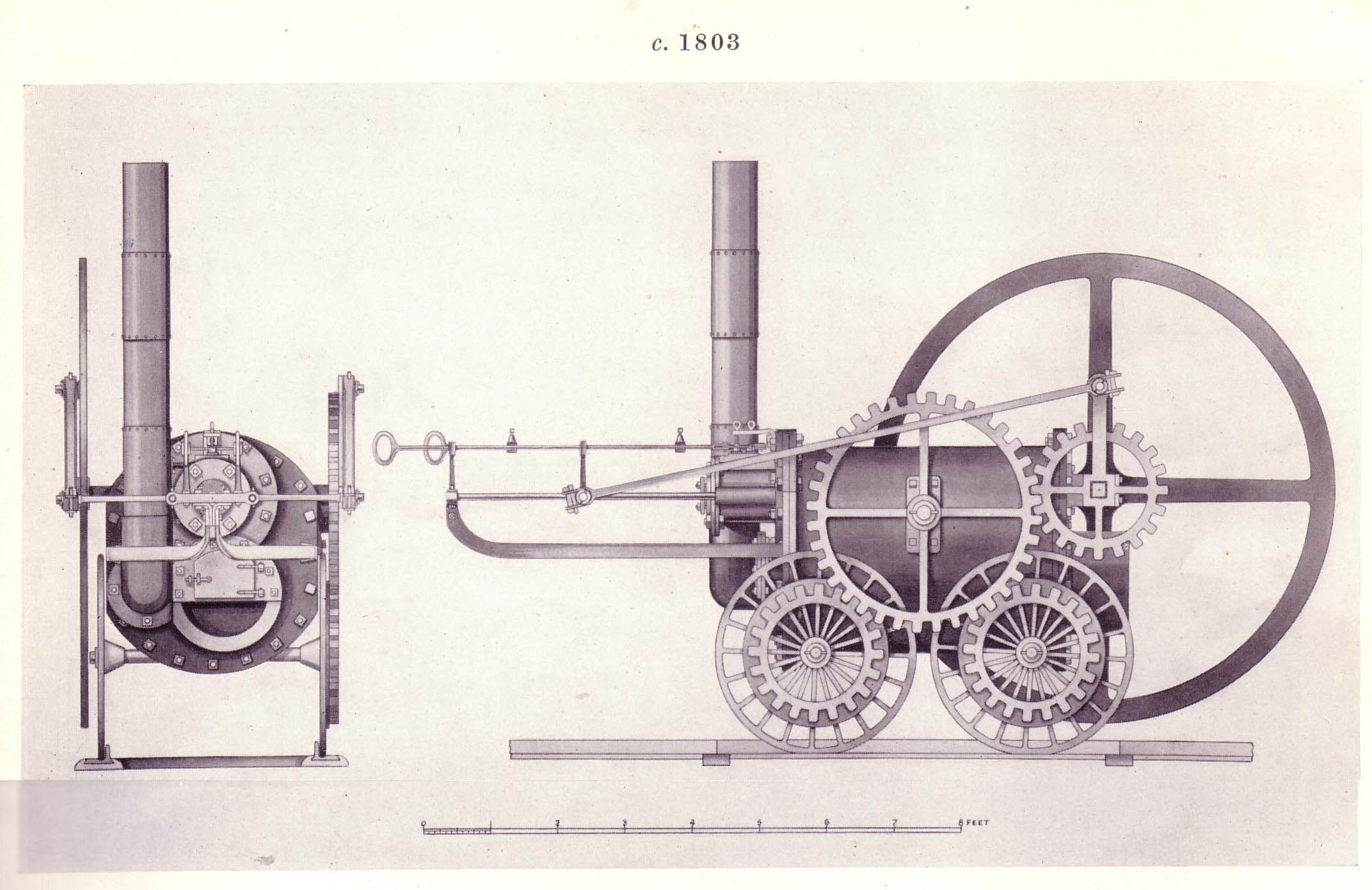
Dibujo de la locomotora de Trevithick de 1802

Trevithick construyó en 1802 una máquina de alta presión para una planta siderúrgica en Merthyr Tydfil, Gales. La sujetó a un bastidor e hizo de ella una locomotora. La patente la vendió en 1803 a Samuel Homfray, el propietario de la ferrería, quien estaba tan impresionado que hizo una apuesta con otro industrial de que la locomotora podía arrastrar diez toneladas de hierro por unas vías hasta Abercynon, a una distancia de 15,7 km.
La apuesta se llevó a cabo el 21 de febrero de 1804. La locomotora de Trevithick remolcó cinco vagones con diez toneladas de hierro y 70 hombres a una velocidad media aproximada de 3,9 km/h (2,4 mph), y necesitó cuatro horas y cinco minutos para cubrir toda la distancia. Parece que la máquina sola alcanzaba los 25 km/h. Lo más llamativo de ella era el gran volante de inercia, que se había adoptado de las máquinas estacionarias, así como la probada tobera. Aunque funcionaba, esta locomotora no tuvo éxito porque era demasiado pesada para los raíles de hierro fundido, ideados para carromatos tirados por caballos. A los cinco meses dejó de funcionar y se volvió a utilizarla como máquina estacionaria.